# 名取将
名取 将 （なとり すすむ、1939年〈昭和14年〉5月1日 - ）は、日本の男性声優、アナウンサー。81プロデュース所属。長野県富士見町出身。

## 経歴
1958年、長野県諏訪清陵高等学校卒業。
1962年に早稲田大学卒業後、NHKにアナウンサーとして入局。
1999年、NHKを定年退職。声優活動を開始。

## 出演

### NHK時代
主にニュース番組で活躍。また、よど号ハイジャック事件、ドイツ日航機爆破事件、三菱重工爆破事件、クアラルンプール・アメリカ大使館占拠事件、あさま山荘事件、小櫃川（千葉）集中豪雨、エリザベス女王訪日、昭和天皇訪米、原子力船「むつ」放射能もれ洋上漂流、佐世保修理入港、ドイツ・ベルリンの壁崩壊の国内外重要中継リポートを担当。1999年にNHKを定年退職した後も、後述にある手話ニュースのニュースリーダーとして、現在でもNHKのニュース番組担当に携わっている。
- NHKニュース (正午)
- NHKニュース (午後7時)
- NHKナイトニュース
- NHK特集→NHKスペシャル（ナレーション）
- 国会中継（リポーター）
- 商店経営
- 産業新時代
- 現代の科学
- きょうの健康
- NHK特派員報告（ナレーション）
- 海外取材番組「祈りのある生活」（ナレーション）
- ドキュメンタリー「埋もれた報告」（ナレーション）※文化庁芸術祭大賞受賞
- 炎の祭り（ナレーション）
- 海外ドキュメンタリー（ナレーション）
- ニュースセンター9時
- ニュースウィークリー
- ニュース630
- 小さな旅（ナレーション、リポーター。NHK定年退職後は2012年5月20日放送分の「シリーズ歳月の旅路」で担当）

### テレビアニメ
- KAIKANフレーズ（1999年、アナウンサー）
- サラリーマン金太郎（2001年、アナウンサー）
- エル・カザド（2007年、キャスター）
- エレメントハンター（2009年、アナウンサーA）

### 劇場アニメ
- 虹色ほたる 〜永遠の夏休み〜（2012年、ラジオの天気予報）

### 吹き替え

#### 映画
- 月のひつじ（フレッド・ターナー）

#### ドラマ
- ドクター・フー

### その他コンテンツ
- NHK海外ネットワーク
- ヨーロッパ城物語
- NHK手話ニュース845（ニュースリーダー）

※いずれもNHK